# Phó Tổng thống Kazakhstan
Phó Tổng thống Kazakhstan (Вице-президент Республики Казахстан) là chức vụ chính trị của Kazakhstan từ 1991–1996.
| Tên            | Bổ nhiệm | Miễn nhiệm | Ghi chú |
| -------------- | -------- | ---------- | ------- |
| Erik Asanbayev | 12/1991  | 22/2/1996  | [ 1 ]   |

Tổng thống Nursultan Nazarbayev đã ban hành quyết định ngày 22/2/1996 loại bỏ Erik Asanbayev ra khỏi chức vụ.
Theo Điều 48 của hiến pháp, chức vụ kế nhiệm của tổng thống hiện nay như sau:
- 1) Chủ tịch Thượng viện Kazakhstan
- 2) Chủ tịch Majilis
- 3) Thủ tướng